# Nicanor Vázquez Ubach
Nicanor Vázquez Ubach (Barcelona, 16 d'agost de 1861 - Barcelona, 16 de maig de 1930) va ésser un pintor, un dibuixant i un artista eclèctic que, en la seua obra matisà el realisme amb ressonàncies de l'Art Nouveau. Les seves obres més característiques són cròniques gràfiques per a diaris en les que copsava amb precisió i rapidesa fets noticiables o de la vida quotidiana.

## Biografia
Va néixer al carrer Conde del Asalto (actual Nou de la Rambla), fill de Rafael Vázquez i de Carme Ubach i Espinet, ambdós de Barcelona.
Realitzà nombrosos dibuixos a la ploma per a setmanaris barcelonins, com La Ilustración Artística i L'Esquella de la Torratxa, i també a diverses revistes de l'Argentina, país on va residir de 1912 a 1927, on va ser professor de dibuix i cap de taller a l'Escuela Industrial de la Nación.
Pòstumament s'han fet diverses exposicions d'obra seva, especialment a la Sala Rovira de Barcelona (1972, 1984, 1988, 1990, 1998,2007).
L'any 2013, la família va oferir com a donatiu a la Biblioteca de Catalunya, 242 dibuixos de temàtica i significació molt diversa que corresponen a les seves èpoques catalana, parisenca i argentina; realitzats entre els anys 1880 i 1920.